# James Meade
James Edward Meade (23. června 1907 Swanage – 22. prosince 1995 Cambridge) byl britský ekonom, který v roce 1977 spolu s Bertilem Ohlinem získal Cenu Švédské národní banky za rozvoj ekonomické vědy na památku Alfreda Nobela za „průkopnický příspěvek k teorii mezinárodního obchodu a pohybu mezinárodního kapitálu“.